# Grahovar
Grahovar je priimek v Sloveniji, ki ga je po podatkih Statističnega urada Republike Slovenije na dan 1. januarja 2010 uporabljalo 11 oseb in je med vsemi priimki po pogostosti uporabe uvrščen na 17.803. mesto.

## Znani nosilci priimka
- Simon Tadej Volbenk Grahovar (1709—1774), slikar miniaturist